# 스프링필드 팰컨스
| 스프링필드 팰컨스 |                                                                 |
| 콘퍼런스          | 동부 콘퍼런스                                                   |
| 디비전            | 애틀랜틱 디비전                                                 |
| 설립연도          | 1994년                                                          |
| 해체연도          | 2016년                                                          |
| 역사              | 스프링필드 팰컨스 (1994년~2016년) 투손 로드러너즈 (2016년~현재) |
| 경기장            | 매스뮤추얼 센터                                                 |
| 연고지            | 매사추세츠주 스프링필드                                         |
| 상징색            | 파랑, 검정, 빨강, 회색, 하양                                    |
| 구단주            | 팰컨스 하키 엔터테인먼트 LLC                                    |
| 단장              | 다르시 레지어                                                   |
| 감독              | 론 롤스튼                                                       |
| NHL 제휴          | 애리조나 카이오츠                                               |
| ECHL 제휴         | 래피드시티 러쉬                                                 |
| 정규시즌 우승     | -                                                               |
| 콘퍼런스 우승     | -                                                               |
| 디비전 우승       | 4 (1996, 1998, 2013, 2014)                                      |
| 칼더 컵           | -                                                               |
| 영구 결번         | 2, 23                                                           |

스프링필드 팰컨스(Springfield Falcons)는 미국 매사추세츠주 스프링필드를 연고지로 하는 1994년부터 2016년까지 AHL의 동부 콘퍼런스 애틀랜틱 디비전 소속되었던 아이스 하키팀이다.
2016년 연고지를 애리조나주 투손 (투손 로드러너즈)로 이전했다.

## 역대 홈경기장
| 스프링필드 팰컨스 |               |          |                         |                                      |
| 경기장            | 사용기간      | 수용인원 | 장소                    | 비고                                 |
| 매스뮤추얼 센터   | 1994년~2016년 | 6,866명  | 매사추세츠주 스프링필드 | 스프링필드 시빅 센터 (1994년~2005년) |